# Hard Hitter
Hard Hitter er en dansk dokumentarfilm fra 2014, der er instrueret af Frederik With-Seidelin Skov.

## Handling
Denne artikel mangler et handlingsreferat. Hjælp os med at skrive det.